# Гулиева, Захра Теймур кызы
Захра Теймур кызы Гулиева (азерб. Zəhra Teymur qızı Quliyeva; род. 23 августа 1951, Баку) — азербайджанский музыкант, скрипач, концертмейстер, музыкальный педагог. Народная артистка Азербайджана (2008). Профессор Бакинской музыкальной академии.

## Биография
Захра Теймур кызы Гулиева родилась 23 августа 1951 года в Баку.
Первое образование получила, обучаясь с 1959 по 1970 годы в средней специальной музыкальной школе имени Бюльбюля. В 1970 году поступила в Азербайджанскую государственную консерваторию имени Узеира Гаджибекова, где учились у народного артиста Азербайджанской ССР Сарвара Ганиева. Окончила консерваторию в 1975 году с отличием. С 1976 по 1978 годы продолжила своё музыкальное образование, поступив в аспирантуру Ленинградской государственной консерватории имени Римского-Корсакова. Училась в классе Бориса Гутникова.
Во время учебы в Азербайджанской государственной консерватории Захра Гулиева выступала с концертами в Ростове, где представляла программу на основе произведений азербайджанских композиторов. Во время учёбы в Ленинградской государственной консерватории выступала в городе на Неве, наряду с произведениями западных композиторов исполняла произведения азербайджанских авторов. С 1978 года она начал педагогическую деятельность в Азербайджанской государственной консерватории. С того же года по 1993 год работала преподавателем на кафедре "Струнные инструменты".
В период с 1983 по 1990 годы музыкант создаёт авторскую программу "Нежность" на Азербайджанском государственном телевидении. Здесь она рассказывает об искусстве, жизни и творчестве как азербайджанских, так и всемирно известных деятелей искусства и музыкантов. В 1990 году Гулиева была назначена на должность первого заместителя председателя Союза музыкальных деятелей Азербайджана. В эти годы она совершила ряд концертных туров, участвовала в музыкальном фестивале в Абердине в Шотландии.
В 1993 году по приглашению турецкого университета Билкант Захра Гулиева начала педагогическую работу в Турции. В этом университете она совмещала преподавание и исполнительское искусство. Был членом международного оркестра, работающего при университете. В 1998 году по приглашению губернатора Макао отправилась туда и работала концертмейстером камерного оркестра. Продолжала свою педагогическую деятельность в консерватории Макао, вела активную исполнительскую деятельность, дала многочисленные концерты сольно и с оркестром в различных городах Китайской Народной Республики, а также в Португалии и Испании.
Вернувшись в Азербайджан в 2001 году, Захра Гулиева до настоящего времени продолжает свою исполнительскую и преподавательскую деятельность. В Бакинской музыкальной академии, наряду с классом исполнительского мастерства, она также читает лекции студентам по предмету "История скрипичного искусства".
Неоднократно выступала с концертными программами в ряде городов Азербайджана, Турции, Германии, Португалии, Италии, Болгарии, Америки и Европы, а также проводила творческие вечера. Является автором первого учебника на азербайджанском языке "История скрипичного искусства", методических пособий и учебников по игре на виолончели.

## Награды
- Народный артист Азербайджанской Республики — 2008,
- Заслуженный артист Азербайджана — 1991[5].

## Ссылка
- Захра Гулиева
- Захра Гулиева: "Нет второй музыкальной культуры с такими богатыми корнями, как у нас" - ИНТЕРВЬЮ